# 内田一作
内田一作（うちだ　いっさく、1928年5月28日 - 1983年7月21日）は、日本の映画監督、脚本家。京都府出身。日本映画監督協会会員。

## 来歴
1928年（昭和3年）5月28日、映画監督内田吐夢の長男として、京都市に生まれる。幼少時より極東キネマや大都映画の子供向け連続時代劇映画に魅せられる。
1946年（昭和21年）、早稲田大学専門部工科を卒業。多数の映画制作プロダクションの現場で経験を積む。

### 日活時代
1954年（昭和29年）、活動再開した映画会社日活に入社。冬島泰三・関喜誉仁・マキノ雅弘らに助監督として師事。時代劇映画に多数関わる。
1956年（昭和31年）、『朝やけ決戦場』（マキノ雅弘監督）で関喜誉仁と共同脚本。
1962年（昭和37年）、『機動捜査班 港の掠奪者』（小杉勇監督）の脚本を担当。
1963年（昭和38年）、『機動捜査班 警視十三号応答なし』（小杉勇監督）で「原作」クレジット。
1965年（昭和40年）、劇場作品の現場から日活のテレビ部に移り、テレビドラマ『絶唱』（TBS）に参加。テレビ番組の監督となる。
1966年（昭和41年）、『魚河岸の石松』（日本テレビ）に監督として参加。
1971年（昭和46年）、『志津という女』（フジテレビ）に監督として参加。邦画斜陽を受け、日活本社はロマンポルノへ路線変更。社内の混乱からテレビドラマの受注が難しくなり、内田らテレビ部員も待機を余儀なくされる。

### 東映生田スタジオへの参加
この夏、東映のテレビ番組制作スタジオ東映生田スタジオ所長に就任していた弟の内田有作が、見かねて同スタジオ作品『仮面ライダー』（毎日放送）への参加を誘った。内田もこれを受けて日活を退社し、東映生田撮影所の演出スタッフに加わる。第28話「地底怪人モグラング」、第30話「よみがえる化石 吸血三葉虫」を監督。
1972年（昭和47年）、日活での時代劇経験を買われ、「時代劇版仮面ライダー」として毎日放送と東映が制作したテレビ時代劇『変身忍者 嵐』の企画立ち上げから参加。伊上勝と考証資料を揃えて、本編のメイン監督をこなす。
1973年（昭和48年）、テレビ番組『ロボット刑事』（フジテレビ）、『仮面ライダーV3』（毎日放送）に参加。『仮面ライダーV3』では後半部を担当。以後、『仮面ライダーX』、『仮面ライダーアマゾン』、『仮面ライダーストロンガー』と、東映生田スタジオの「仮面ライダーシリーズ」すべてに監督参加する。
1975年（昭和50年）、テレビ番組『アクマイザー3』（NET）に監督参加。
1976年（昭和51年）、テレビ番組『ザ・カゲスター』、『超神ビビューン』（NET）に監督参加。劇場版『ザ･カゲスター』を監督。
1977年（昭和52年）、テレビ番組『大鉄人17』（毎日放送）に監督参加。これを最後に東映生田スタジオから離れ、「これからはビデオの時代が来る」として、VTR業務を開始した「日本ソフトウェアーズ」に移籍。企業向けビデオの制作に関わる。
1982年（昭和57年）、秋に身体の不調を訴え緊急入院。末期の胃癌と診断される。
1983年（昭和58年） 7月21日、闘病の末に死去。葬儀では、内田が精魂を傾けた「仮面ライダー」や「変身忍者嵐」の人形が棺に入れられ、共に荼毘に付された。戒名は「静寂院釋一道」。

## 人物・エピソード
父親は映画監督の内田吐夢、弟（次男）は東映生田スタジオ初代所長の内田有作。
日活での内田は劇場映画では助監督止まりで、テレビの分野に本社が乗り出したのを機にテレビ部に移り、晴れて本編監督となったが、この仕事も数年後に日活がロマンポルノに路線変更することになって途絶えてしまった。内田はテレビ映画製作再開の機を待っていたが、弟の有作から「お前、日活を辞めろ、俺のところへ来い、俺を助けてくれ」と頼みを受け、東映生田スタジオで『仮面ライダー』制作に参加することとなった。内田有作は内田のことを「私とは全然性格が違う。真面目というか。」と評している。後に、山田稔の後を継いで生田スタジオの演出・制作部を束ねる東京映像企画の2代目社長に就任した。
弟の有作は兄の一作を『仮面ライダー』に迎えるに当たり、「俺は無理を言うぞ」と念押ししたといい、他の監督の撮影進行が遅れた場合には、いつも兄の一作と監督の折田至の二人に撮影日数を短縮してもらい、帳尻を合わせていたという。内田自身も、生田スタジオでは「夕飯のいらない（残業がない）内田組」と呼ばれたほどの早撮り監督だった。また内田組のロケでは昼の弁当は出たが、夜間ロケ以外は夕飯は出さなかったといい、内田有作は「そのあたりは阿吽の呼吸というか、兄弟だから汲んでもらえる部分があった」と語っている。
弟に招かれて、内田は『仮面ライダー』に途中参加して第28・30話を手掛け、「アイリス・イン」や暗転の技法を持ち込み、シリーズの演出に新味を加えているが、内田有作は兄の演出が「まだ日活調が残っている」として気に入らず、3か月間干したという。対する内田も、弟の有作によると「兄貴はのんきな性格だから」ということで、とくに気を悪くすることもなく、この間に『仮面ライダー』を研究していた。復帰作である第48話「吸血沼のヒルゲリラ」、第49話「人喰い怪人イソギンチャック」、第52話「おれの名は怪鳥人ギルガラスだ！」では、スタッフとの意思疎通を綿密に図るため、全シーンの絵コンテを用意して撮影に臨んでいる。全シーンの絵コンテ描き出しは、当時の監督としては大変珍しいことだったという。その後、多くの仮面ライダーシリーズを担当したが、第52話が一番気に入っていると述べていたという。
弟の有作によると演出に当たっては「仕掛けが好き」で、怪人も「イソギンチャック」のような人間を飲み込むようなギミック系を好んだ。小道具にもこだわり、美術スタッフのエキスプロダクションの八木功らとは熱心に打ち合わせを重ねていた。
『仮面ライダー』プロデューサーの阿部征司は、父親の吐夢が監督した『飢餓海峡』に参加していた関係で内田邸に宿泊していた時期があり、その当時一作は結核のため静養中だったことから、一作のことばかりを気にかけるため、吐夢と弟の有作がケンカする姿をよく見ていたと述べている。また、阿部は一作の印象について「押したら倒れてしまいそうな線の細い人で、有作とは対照的に大人しい人だった」と述べており、有作が一作を多用したことに関して、有作を「なんだかんだ言っても兄貴思いだった」と評している。
内田の参加した『仮面ライダーV3』後半部の「ライダーマン編」では有明や横浜の波止場を背景にした画が多く、弟の有作は「日活育ちの兄に染みついた『日活アクション』への憧れではないか」「子供のころに観た『少年時代劇』と青年時代の『日活アクション』が、一作にとっての『仮面ライダー』の原点だったのではないか」と述べている。
『仮面ライダーV3』では主演の宮内洋がお気に入りの俳優で、宮内の「変身を最後にして、自分の出番をもっと増やして欲しい」との意見を快諾していた。俳優ではほかに大野剣友会の富士乃幸夫と河原崎洋夫がお気に入りで、『仮面ライダーストロンガー』で河原崎が演じた大幹部「ゼネラル・シャドウ」にはことに惚れ込んでいたという。
子供のころから時代劇が大好きで、弟の有作もよく連れられて劇場に足を運んだ。脚本家の伊上勝も同時期の時代劇のファンだったので話がよく合い、顔を合わせると戦前の時代劇の話題をしていた。内田有作によると伊上は人見知りをする性格で、兄の一作は伊上と馬が合い、よく話しこんでいたほぼ唯一の監督だった。『変身忍者嵐』では企画書を伊上と二人で制作したが、「時代劇版仮面ライダーにする」とかなりの意気込みだった。内田の作ったこの企画書自体、巻物形式の凝ったもので、同じ時代劇特撮でフジテレビのライバル番組『快傑ライオン丸』のプロデューサーだったピー・プロダクションの篠原茂はこの企画書を見て、「こりゃ凄いものを作るんだろうな」と思ったと語っている。
『変身忍者 嵐』主演の南城竜也は、撮影の時間の関係上、本来ならNGにもかかわらず不本意なカットがあると南城を睨み付けることがあり、南城は内田に対して申し訳ない気持ちだったと述べている。その一方、『嵐』の打ち上げの席上で南城の手を握り締めて激励した姿を忘れないと南城は述懐している。
『仮面ライダーストロンガー』主演の荒木しげるは内田について、カット数が多く、編集で勝負するタイプだったのではないかと考察している。また人物については、現場では厳しく最初のうちは現場で顔を見るのも嫌だったが、一度家に遊びに行った時は物静かで笑顔を見せており、その落差に驚いたと語っている。
弟の内田有作によると、末期癌による死の直前、鎮痛剤のモルヒネで意識朦朧とした中で、内田は「仮面ライダーは死なないぞ！」と叫び、それが最期の言葉となったという。